# Alan García
Pour les articles homonymes, voir García.
Alan García Pérez, né le 23 mai 1949 à Lima et mort le 17 avril 2019 dans la même ville, est un homme d'État péruvien.
Figure de l’Alliance populaire révolutionnaire américaine (APRA), il est président de la république du Pérou de 1985 à 1990, puis à nouveau de 2006 à 2011. Il se représente sans succès au scrutin présidentiel de 2016.
Soupçonné de corruption dans le cadre du scandale Odebrecht, il se suicide d'une balle dans la tête juste avant son arrestation le 17 avril 2019.

## Biographie

### Origines
Alan Gabriel García Perez est issu d’une famille de la classe moyenne, étroitement liée à l’Alliance populaire révolutionnaire américaine (APRA), fondée par Víctor Raúl Haya de la Torre. Son père, Carlos García Ronceros, est secrétaire de l’organisation du parti pendant le gouvernement du général Manuel A. Odría, qui fait interdire l'APRA en 1948. Il est emprisonné et ne connaîtra son fils que cinq ans plus tard.

### Formation
Encore collégien, Alan García entre aux Jeunesses apristes et reçoit son livret de militant à l’âge de 17 ans. Il fait ses études secondaires au Colegio Nacional José María Eguren du district de Barranco.
Il poursuit ses études supérieures à l'université pontificale catholique du Pérou puis obtient une licence en droit de l'université nationale principale de San Marcos en 1971. Pour compléter sa formation, il part pour l’Europe, assistant aux cours de l’Institut des hautes études de l'Amérique latine (IHEAL) et de l’université Complutense à Madrid. En 1973, il s’inscrit à l'université Panthéon-Sorbonne, où il obtient une licence de sociologie.

## Parcours politique

### 1978-1985: débuts
En 1978, après plusieurs années passées à Paris, Alan García revient au Pérou à la demande du fondateur de l'Alliance populaire révolutionnaire américaine, Víctor Raúl Haya de la Torre, lorsque le gouvernement Bermúdez crée les conditions de la restauration d’un gouvernement civil et permet la réorganisation des autres partis politiques.
Les élections générales de 1980 voient la victoire de Fernando Belaúnde Terry. L'Alliance populaire révolutionnaire américaine est deuxième mais ne participe pas au gouvernement.
Alan Garcia est candidat pour l'Alliance populaire révolutionnaire américaine aux élections générales de 1985. Il est élu président le 14 avril, avec 45 % des voix. Selon la Constitution, il faut 50 % des suffrages exprimés pour l’emporter au premier tour ; mais le candidat arrivé deuxième, Alfonso Barrantes Lingán, renonce à participer au second tour, et García est déclaré vainqueur le 1er juin.

### 1985-1990: première présidence
Alan García entre en fonction le 28 juillet 1985, soutenu par un électorat qu’il a séduit par sa jeunesse, ses talents d’orateur et son radicalisme. À seulement 36 ans, il devient le premier président apriste 60 ans après la fondation de son parti.
La gestion d’Alan García est controversée. Dans les premières années, son gouvernement fait montre d’une vitalité et d’une autorité inconnues jusqu’alors dans le pays. Mais ses résultats, principalement en économie, sont sévèrement critiqués. La crise économique de l'époque est considérée par une grande partie de la population comme la plus grave que le pays ait jamais connue.

#### Difficultés économiques
La politique économique de García comprend un contrôle drastique du taux de change associé à une surémission de monnaie. Le sol, monnaie péruvienne, est dévalué et remplacé par l'inti à la mi-1985 à raison d’un inti pour 1000 soles. Le gouvernement péruvien rejette les préconisations du Fonds monétaire international (FMI) et limite le remboursement de la dette extérieure à 10 % des revenus d’exportations du pays. Cette décision en retarde le remboursement et vaut au Pérou d’être déclaré « inéligible » par le FMI en août 1986. La hausse des bas salaires, la baisse du taux d’inflation et la forte croissance de l’économie emportent dans un premier temps l’adhésion de la population et l'APRA gagne haut la main les élections municipales en novembre.
Mais à partir de 1987, les déconvenues s’accumulent avec l’épuisement des ressources de l'État. En juillet, le gouvernement annonce la nationalisation des secteurs de la banque et de l’assurance afin de garder sous contrôle l’inflation, mais ce projet s’enlise à la suite de la saisine des tribunaux par les actionnaires dépossédés. Le Pérou connaît une hyperinflation : 120 % en 1987, 1 722 % en 1988, 2 776 % en 1989, 7 649 % en 1990. Entre juillet 1985 et juillet 1990, l’inflation cumulée atteint 2 200 200 % et les réserves sont négatives de 900 millions de dollars à la fin du mandat de Garcia. Le pays entre en récession en 1988, malgré les tentatives de stabilisation.
Selon des études de l’INEI et du PNUD, 41,6 % des Péruviens étaient pauvres au début du mandat de Garcia. Ce pourcentage passe à 55 % en 1991.

#### Terrorisme
L'autre problème qui déstabilise le gouvernement de García est l'activité terroriste qui a commencé sous le gouvernement précédent de Fernando Belaúnde Terry mais qui connaît son paroxysme de violence en 1986-1988, nourrie par les tensions sociales engendrées par les difficultés économiques.
Le Sentier lumineux, un mouvement violent d’inspiration maoïste, commence par attaquer des villages de montagne puis les grandes villes, notamment des usines électriques, provoquant de nombreuses coupures d'électricité à Lima, qui jusque-là ne voyait qu'un conflit confiné aux Andes.
Le gouvernement García cherche sans succès une solution militaire au terrorisme, avec comme corollaire des violations des droits de l'homme, à l'image du massacre d'Accomarca, en août 1985, où 47 paysans sont assassinés par l’armée péruvienne, ou encore le massacre de Cayara de mai 1988, dans lequel une trentaine de personnes sont tuées et des dizaines d’autres disparaissent.
Se produisent également des massacres dans des prisons où sont détenus des membres du Sentier lumineux, notamment à Lurigancho, El Fronton et Santa Barbara. À El Frontón, la marine intervient pour mater une mutinerie de prisonniers, dont 135 sont tués. À Lurigancho, dans les mêmes circonstances, 124 sendéristes sont assassinés d’une balle dans la nuque. Alors que se tient au même moment un congrès de l’Internationale socialiste, le président García n'assume pas les conséquences de cette attaque dont il est accusé d’avoir donné l'ordre.
Des escadrons de la mort apparaissent également pour combattre les guérillas. Une enquête officielle estime à 1 600 le nombre des personnes disparues pendant la présidence de García.

#### Infrastructures
Au crédit du gouvernement apriste, il y a toutefois des réalisations importantes, dont :
- l'achèvement en 1988 de la centrale hydroélectrique Charcani V (Arequipa) ;
- la poursuite du projet d'irrigation Chavimochic ;
- la mise en service en février 1988 du réservoir Gallito Ciego (La Libertad).

En revanche, le projet de train électrique commencé en 1986 à Lima, reste inachevé malgré plusieurs millions de dollars d’investissements.

#### Défaite de 1990
L'instabilité économique et le terrorisme provoquent le mécontentement de la population et les élections générales péruviennes de 1990 voient la victoire d’Alberto Fujimori.
Après avoir remis l’écharpe présidentielle au président du Congrès, comme le prévoit le protocole, Alan García quitte l'hémicycle du Congrès et n'assiste pas au premier discours de son successeur. L'armée péruvienne aurait élaboré un « plan vert » pour le renverser s'il venait à être réélu. Ce plan sera appliqué en 1992 par Alberto Fujimori lors de son «coup d’État ».

### 1990-2006: interlude entre ses deux présidences
En 1991, Alan García est accusé d'enrichissement illicite en ayant construit trois maisons mais la procédure est classée sans suite pour prescription.
Il est nommé secrétaire général de l’APRA en 1992.

#### Exil
Après la crise constitutionnelle au Pérou en avril 1992 et le coup de force de Fujimori, au cours duquel les militaires prennent d'assaut sa maison, Alan García demande l'asile politique à la Colombie le 5 avril 1992. Il ne revient pas au Pérou, où le président Fujimori réclame sa capture. Par la suite, Alan García s'installe en France à Paris : il vit un temps rue des Bourdonnais et  rue de la Tour, avant de s'acheter en 1997 un appartement de 196 m2 rue de la Faisanderie, pour 2,6 millions de francs. L'année suivante, il est filmé au Stade de France pendant la Coupe du monde de football 1998, provoquant l'indignation de nombreux Péruviens.

#### Campagne présidentielle de 2001
Alan García retourne au Pérou en 2001. Il est alors l'objet de plaintes quant à sa responsabilité dans les exécutions dans les prisons lors de la mutinerie de 1986 ayant fait 1 682 victimes. Mais aucun procès n'a lieu et la prescription intervient en 2000.
Il brigue à nouveau la présidence du pays à l'occasion des élections de 2001, et crée la surprise en accédant au second tour, alors que Lourdes Flores Nano le devançait nettement dans les sondages. Il perd au second tour avec 46,9 % des voix, face à Alejandro Toledo. En tant que chef du Parti apriste péruvien, il est à la tête de l’opposition au Congrès.

#### Campagne présidentielle de 2006

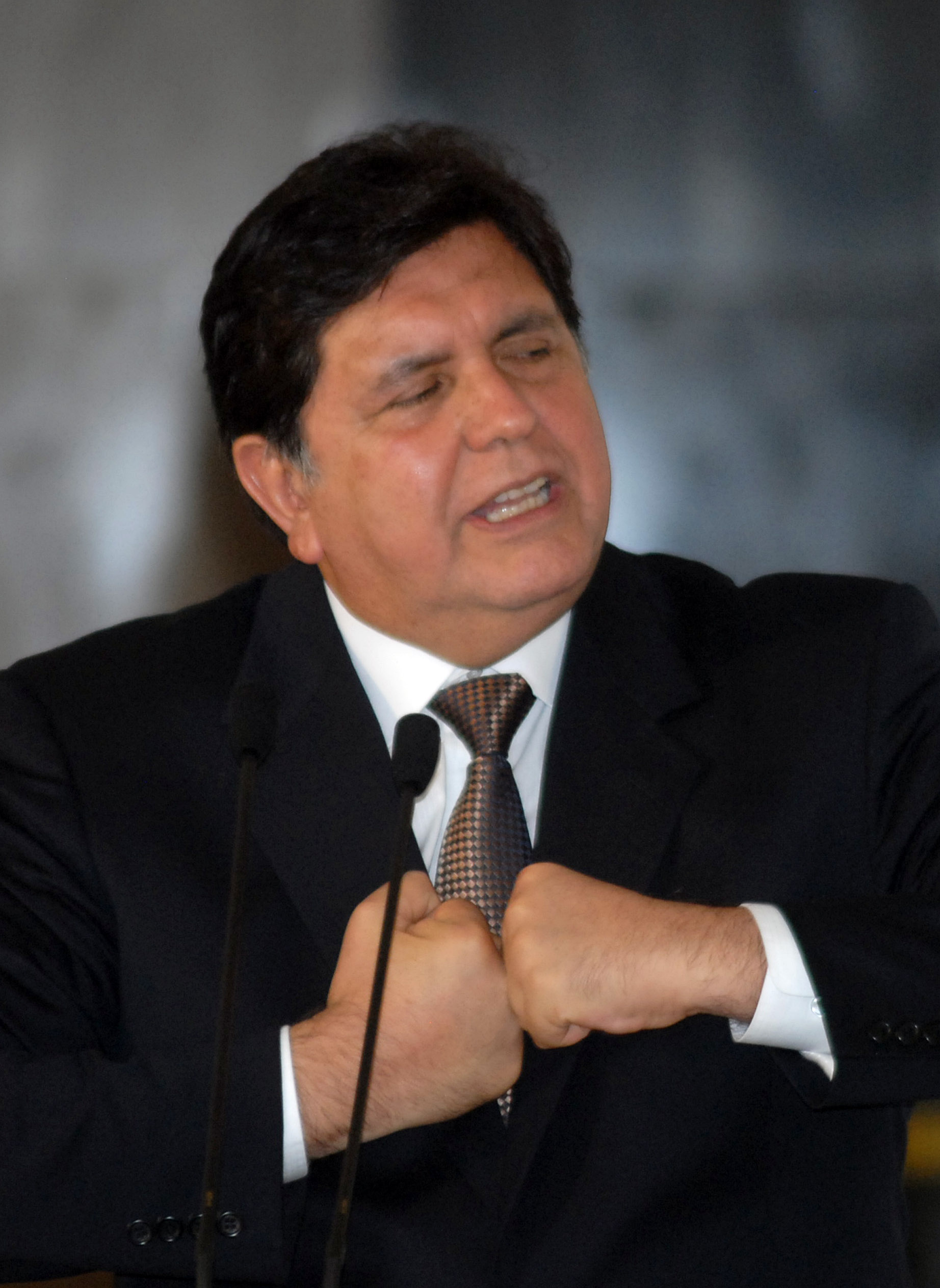
Alan García en 2006.

Alan García se présente à nouveau pour la présidence, lors des élections générales de 2006. Arrivé au premier tour de justesse devant Lourdes Flores Nano, il affronte Ollanta Humala au second tour, qu’il remporte avec 52,6 %. Mais son parti n'a que 36 sièges au Congrès sur 120. Le camp fujimoriste (13 députés) donne son appui à sa politique.

### 2006-2011: seconde présidence, plus conservatrice
De retour au pouvoir, Alan García prend ses distances avec la social-démocratie et le projet d’État-providence, déclarant au sujet des pauvres : « Il faut [qu’ils] arrêtent de quémander ; cela fait d’eux des parasites. » Il élabore également la doctrine dite du « chien du jardinier » (« celui qui n’a pas faim mais qui empêche les autres de manger »), dénonçant les mouvements sociaux, les indigènes, les environnementalistes et la gauche comme des ennemis de la modernisation du pays. Il nomme des personnalités issues de la droite conservatrice, comme Rafael Rey, à des postes-clés au sein du gouvernement.
Un accord de libre-échange est signé avec les États-Unis en décembre 2007. Celui-ci prévoit une privatisation de ressources naturelles et énergétiques, la vente de concessions au cœur de la forêt amazonienne pour attirer le capital privé, la vente de terres sur lesquelles sont établies des communautés paysannes et indigènes, la diminution des impôts sur l’industrie minière ou encore la privatisation de l’eau destinée à l’irrigation agricole. Un accord de libre-échange est également conclu avec le Chili.

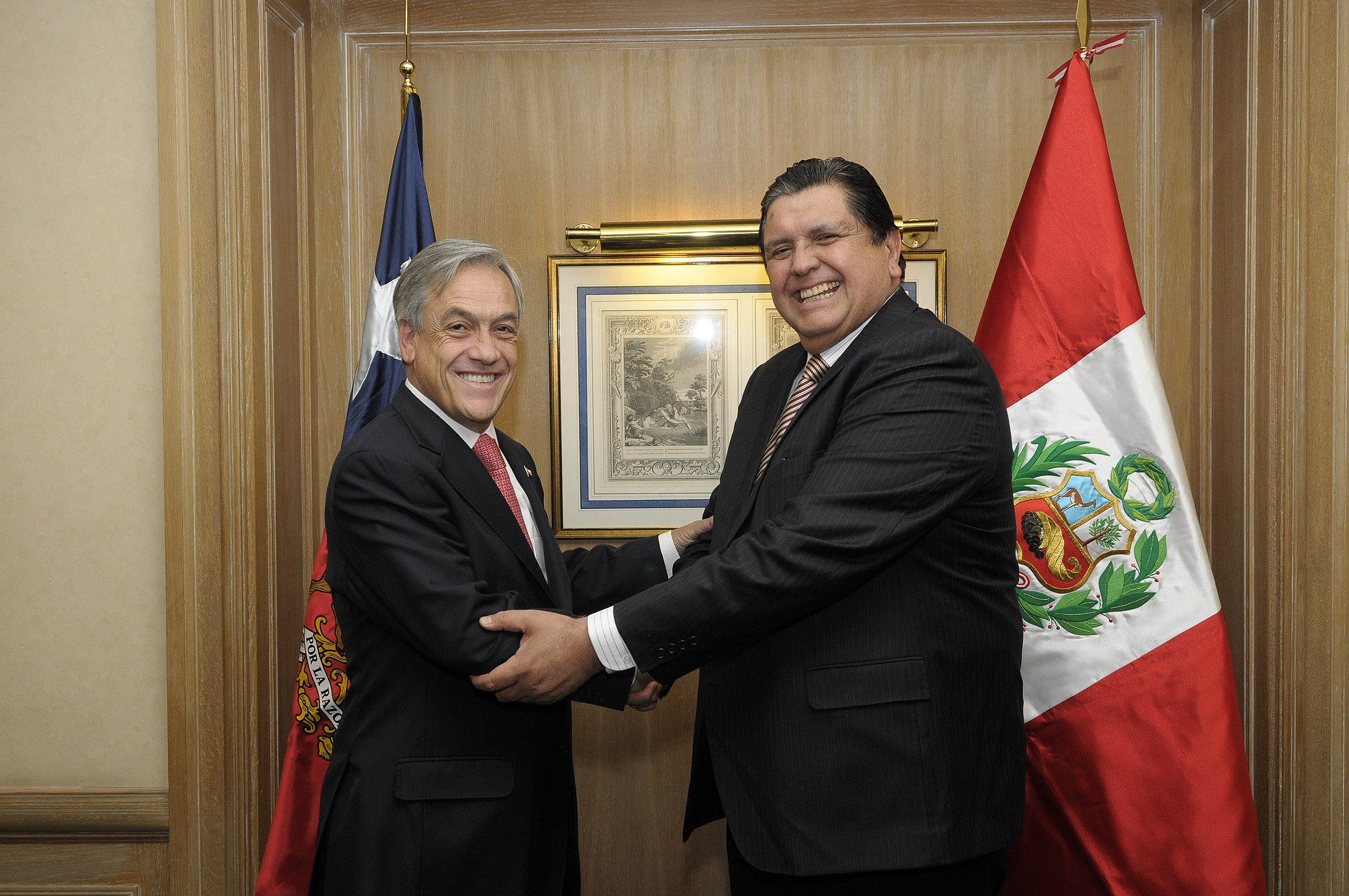
Alan García et Sebastián Piñera, président du Chili, en 2010.

Une loi adoptée en mai 2009 expulse les homosexuels des rangs de la police, le gouvernement estimant que leur présence nuit à l'image de l'institution. Un projet de restauration de la peine de mort est par ailleurs défendu par le gouvernement mais n’aboutit pas.
En juin 2009, une intervention de police contre des indigènes qui bloquent un axe routier pour protester contre des projets miniers conduit à des dizaines de morts. Son gouvernement renforce l'appareil légal créé sous la présidence d'Alberto Fujimori, favorisant la criminalisation des mouvements sociaux et l’impunité des forces armées dans leurs actions de répression.
En politique étrangère, proche des États-Unis, il donne son appui aux opérations militaires déclenchées contre la Libye en 2011. Le territoire péruvien devient également un centre d’opérations pour les forces armées américaines. Ses rapports sont en revanche tendus avec le Venezuela d'Hugo Chávez et la Bolivie d'Evo Morales.
Cinq de ses anciens ministres sont cités en 2016-2017 dans des affaires de corruption en relation avec l'entreprise Odebrecht.

### À partir de 2011: déclin et échec à l’élection de 2016
En vue des élections de 2016, il participe au lancement de l'Alliance populaire, qui regroupe l'Alliance populaire révolutionnaire américaine et le Parti populaire chrétien. Sa coalition obtient 8,3 % des voix et cinq sièges ; elle est dissoute dès le lendemain. Candidat à l'élection présidentielle, Alan García se prononce notamment en faveur du rétablissement de la peine de mort et se voit impliqué par le scandale des Panama Papers,. Il recueille 5,8 % des suffrages, arrivant en cinquième position du premier tour.

## Accusations de corruption et suicide
En 2018, Alan García est accusé d'avoir perçu de l'argent illégalement de la multinationale brésilienne Odebrecht à l'occasion de la construction d'une ligne de métro dans la capitale au cours de son second mandat présidentiel. La presse le soupçonne en outre d'avoir reçu 100 000 dollars, provenant de fonds illégaux d'Odebrecht, en paiement d'une conférence donnée devant des entrepreneurs brésiliens à São Paulo, en mai 2012.
Résidant en Espagne après son retrait du pouvoir, il revient au Pérou en novembre 2018, à la suite d'une convocation de la justice, qui prononce alors à son encontre une interdiction de sortie du territoire de 18 mois. Alan García rejoint l'ambassade d'Uruguay, où il demande asile. Il en est débouté.

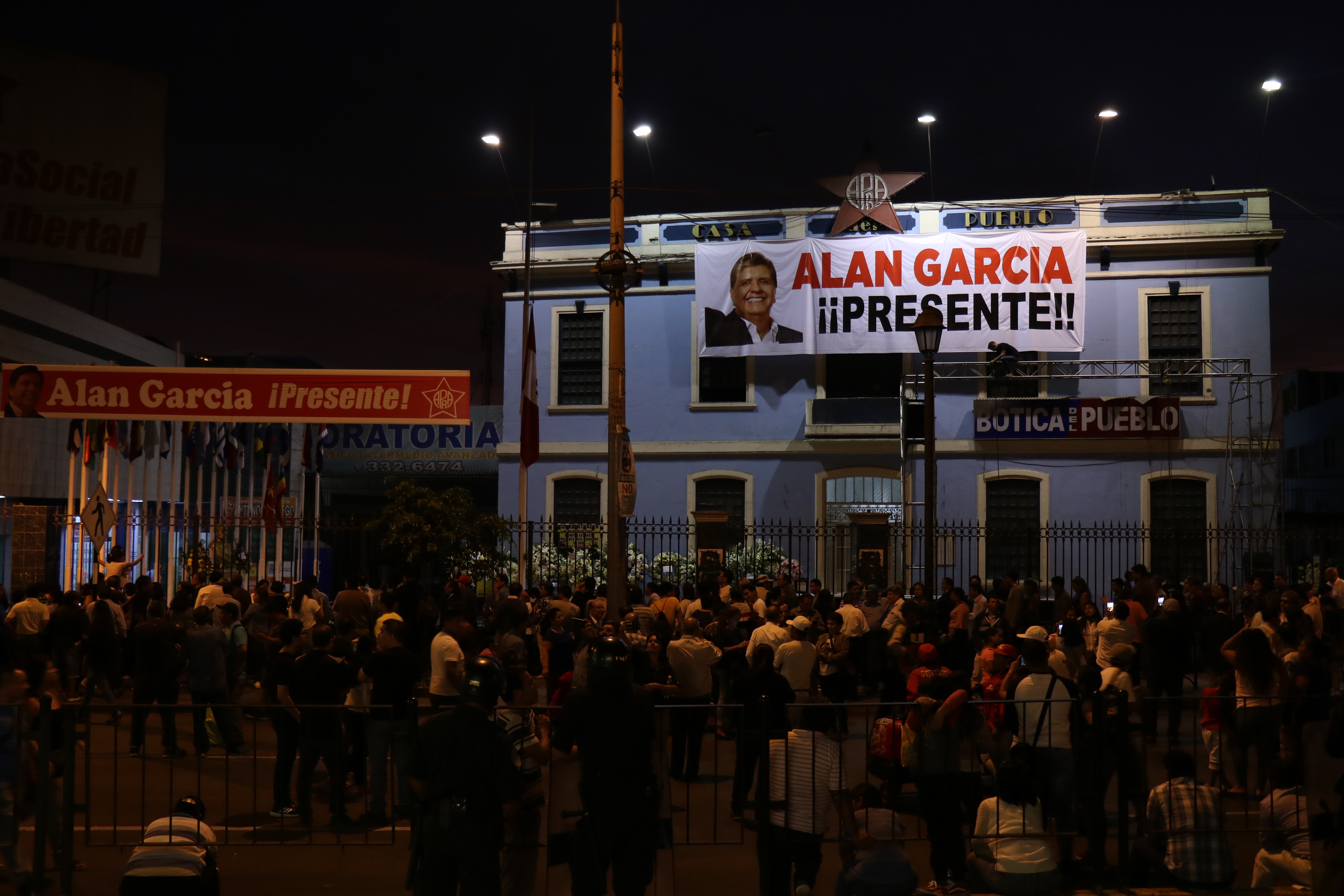
Péruviens venus rendre hommage à Alan García après son suicide.

Le 17 avril 2019, juste avant d'être arrêté dans le cadre du scandale Odebrecht, il se suicide dans sa maison à Lima en se tirant une balle dans la tête,.

## Publications
Alan García est l’auteur de plusieurs ouvrages sur le Pérou et l’Amérique latine dont la plupart sont consultables à la Bibliothèque nationale du Pérou.
- (es) A la inmensa mayoría : discursos (1988)
- (es) El futuro diferente (1989)
- (es) El desarme financiero : pueblo y deuda en América Latina (1989)
- (es) La revolución regional (1990)
- (es) La defensa de Alan García (1991)
- (es) El nuevo totalitarismo (1992)
- (es) El mundo de Machiavello (1994)
- (es) La falsa modernidad (1997)
- (es) Siete tesis erróneas del neoliberalismo en América Latina (1997)
- (es) Mi Gobierno hizo la regionalización (1999)
- (es) La década infame : deuda externa 1990–1999 (2000)
- (es) Modernidad y política en el siglo XXI: globalización con justicia social (2003).

## Crédit d’auteurs
- (es) Cet article est partiellement ou en totalité issu de l’article de Wikipédia en espagnol intitulé « Alan García » (voir la liste des auteurs).

- (en) Cet article est partiellement ou en totalité issu de l’article de Wikipédia en anglais intitulé « Alan García » (voir la liste des auteurs).